# 변진갑
변진갑(邊鎭甲, 1896년 ~ 1977년 7월 14일)은 대한민국의 정치인이다. 제2·3·4대 국회의원을 지냈다.

## 약력
- 경성법학전문학교 졸업
- 장성읍장
- 헌정동지회결성ㆍ동대표간사
- 자유당 중앙위원
- 제2대,제3대,제4대 민의원의원
- 농림분과위원장

## 역대 선거 결과
|  | 31.04% |

|  | 20.07% |

|  | 43.50% |

|  | 22.40% |

## 참고 자료
- 변진갑 - 대한민국헌정회